# Opika von Méray Horváth
Opika von Méray Horváth (Arad, Hungria, 30 de dezembro de 1889 – 25 de abril de 1977) foi uma patinadora artística húngara, que competiu em provas individuais feminina. Ela conquistou quatro medalhas em campeonatos mundiais, sendo três de ouro e uma de prata.

## Principais resultados
| Resultados         | Resultados       | Resultados      | Resultados      | Resultados      | Resultados    | Resultados    | Resultados    | Resultados    |
| Internacional      | Internacional    | Internacional   | Internacional   | Internacional   | Internacional | Internacional | Internacional | Internacional |
| Evento/Temporada   | 1910– 1911       | 1911– 1912      | 1912– 1913      | 1913– 1914      |               |               |               |               |
| ------------------ | ---------------- | --------------- | --------------- | --------------- | ------------- | ------------- | ------------- | ------------- |
| Campeonato Mundial | Medalha de prata | Medalha de ouro | Medalha de ouro | Medalha de ouro |               |               |               |               |
|                    |                  |                 |                 |                 |               |               |               |               |